# Linnéa Lund
Hanna Fredrika Linnéa Lund, född 13 oktober 1892 i Tolgs församling i Kronobergs län, död 31 december 1989 i Engelbrekts församling i Stockholm, var en svensk lärare, konsthantverkare och målare.
Hon var under flera år anställd som ämneslärare vid Höganäs samrealskola. Under en period 1918 verkade hon som guvernant i Örebro. Hon studerade konst i Paris 1932–1935 och senare i Köpenhamn. Hon medverkade i samlingsutställningar med Helsingborgs konstförening och på Kulla konst i Höganäs. Hennes konst består av porträtt, stadsbilder och landskapsmålningar utförda i akvarell samt textila applikationsarbeten.